# Fiszewo (powiat chojnicki)
Fiszewo – osada w Polsce położona w województwie pomorskim, w powiecie chojnickim, w gminie Brusy.
W latach 1975–1998 miejscowość administracyjnie należała do województwa bydgoskiego.